# Trang viên Muszyn ở Gorzanów

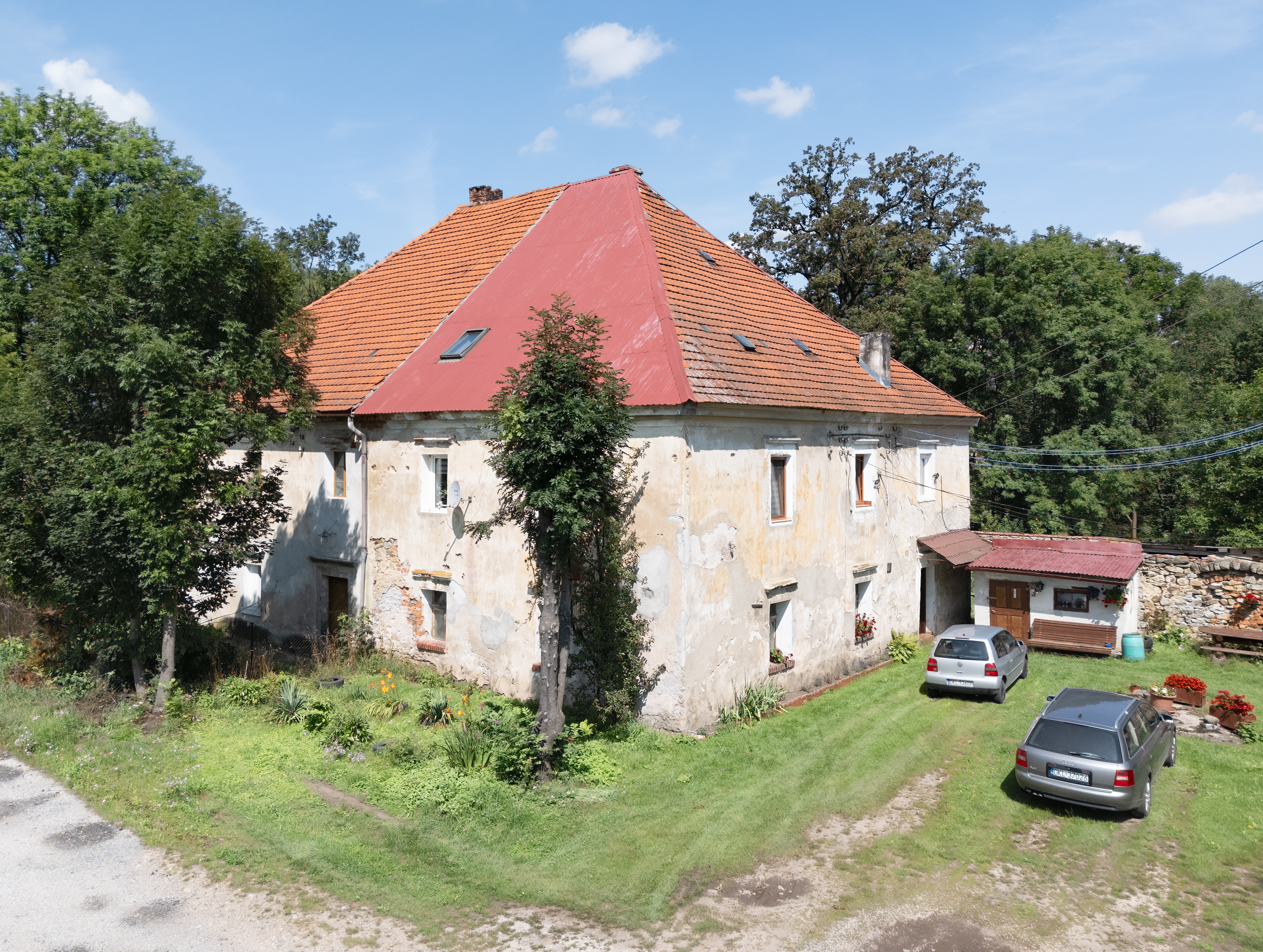
Trang viên Muszyn ở Gorzanów (2024)

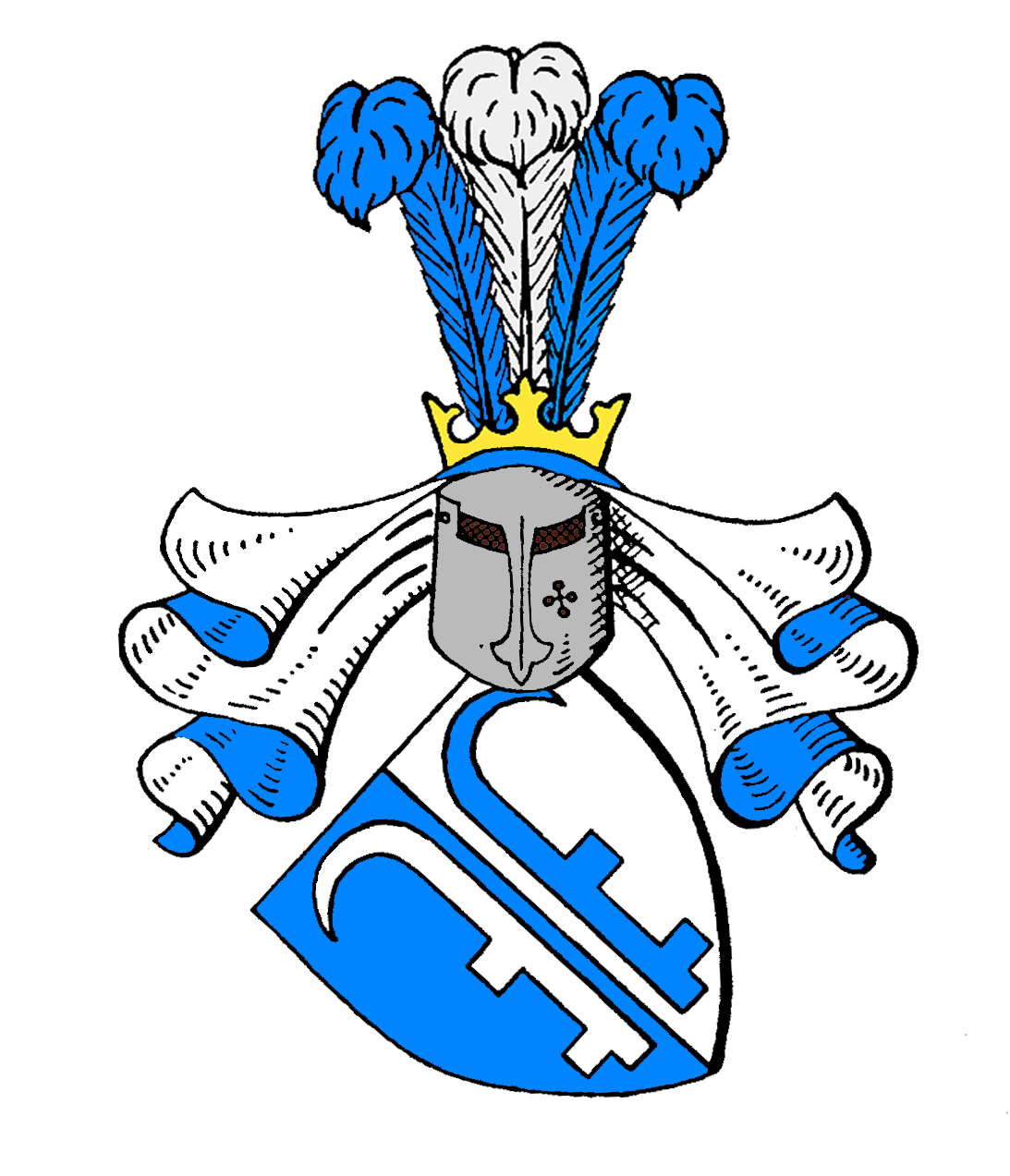
Huy hiệu von Mosch

Trang viên Muszyn ở Gorzanów (tiếng Ba Lan: Dwór Muszyn w Gorzanowie) là một trang viên lịch sử có từ thế kỷ 16 ở làng Muszyn, Gorzanów, tỉnh Dolnośląskie, Ba Lan. Công trình kiến trúc này trước đây thuộc sở hữu của gia đình quý tộc Mosch. Trang viên có tên trong sổ đăng ký di tích.

## Lịch sử hình thành
Trang viên được Hans von Mosch xây dựng vào khoảng năm 1579. Nơi đây trở thành nơi của gia đình quý tộc Mosch. Không may vào năm 1617, nó bị thiêu rụi trong một trận hỏa hoạn và sau đó được xây dựng lại cùng với một trang trại gần đó. Sau khi các bất động sản  nhà von Mosch bị tịch thu vào năm 1625, trang viên thuộc quyền sở hữu của Bá tước Johann Arbogast von Annenberg và sau đó là gia đình von Herberstein. Tòa nhà được tái thiết đáng kể vào năm 1812. Sau khi Chiến tranh thế giới thứ hai kết thúc, công trình kiến trúc được chính quyền Ba Lan quốc hữu hóa. Hiện nay, tòa nhà không có người ở và đang trong tình trạng khá tồi tệ.

## Kiến trúc
Đây là một dinh thự hai tầng hình chữ nhật với một mái nhà hình tháp cao (kết cấu này từ cuộc tái thiết đầu thế kỷ 19). Hiện nay, tòa nhà mới này còn giữ lại một số cách bố trí ban đầu như: các trục cửa sổ và cổng chính bằng đá, được tô điểm bởi các chạm khắc hình hoa hồng.